# كريس والر
كريس والر (3 أكتوبر 1948 - ) (بالإنجليزية: Chris Waller)‏ هو لاعب كريكت بريطاني.